# Gadchiroli
Gadchiroli è una città dell'India di 42.464 abitanti, capoluogo del distretto di Gadchiroli, nello stato federato del Maharashtra. In base al numero di abitanti la città rientra nella classe III (da 20.000 a 49.999 persone).

## Geografia fisica
La città è situata a 20° 10' 0 N e 80° 0' 0 E e ha un'altitudine di 217 m s.l.m..

## Società

### Evoluzione demografica
Al censimento del 2001 la popolazione di Gadchiroli assommava a 42.464 persone, delle quali 21.762 maschi e 20.702 femmine. I bambini di età inferiore o uguale ai sei anni assommavano a 5.644, dei quali 2.873 maschi e 2.771 femmine. Infine, coloro che erano in grado di saper almeno leggere e scrivere erano 31.281, dei quali 17.314 maschi e 13.967 femmine.